# ANZAC
ANZAC（アンザック）は、オーストラリアおよびニュージーランド合同の軍事組織を意味する語。語源は第一次世界大戦時に編成されたオーストラリア・ニュージーランド軍団 (Australian and New Zealand Army Corps) のアクロニムに由来する。

## 第一次世界大戦
オーストラリア・ニュージーランド軍団は第一次世界大戦勃発後の1914年に編成された。ANZACは当初、この軍団のみを指す略語であったが、後に第1ANZAC軍団、第2ANZAC軍団が編成されるなど、オーストラリア軍およびニュージーランド軍に由来する略称として用いられるようになった。ANZAC騎乗兵師団も編成されている。

## 第一次世界大戦以降
第二次世界大戦においてもANZACは編成された。1941年にギリシャへ派遣されたオーストラリア第1軍団は、ニュージーランド第2師団を編成に含んでいたために、ANZAC軍団 (Anzac Corps) に改名されている。
ベトナム戦争時においても王立ニュージーランド歩兵連隊所属の2個中隊が王立オーストラリア連隊の大隊に組み込まれて戦闘に参加したために、ANZACの接尾語をつけて呼ばれた。
2006年の東ティモールの騒乱に際しては、ANZAC戦闘群が編成され、両国合同で部隊を派遣している。

## 海軍艦艇
1917年にはオーストラリア・ニュージーランド軍団の栄誉をたたえ、イギリス海軍でアンザック級 (パーカー級) 嚮導駆逐艦「HMSアンザック (HMS Anzac)」が就役した。これは1919年にオーストラリア海軍に譲渡された。
1948年にはオーストラリア海軍でバトル級駆逐艦「HMASアンザック」が就役している。
1996年からはオーストラリア・ニュージーランド海軍が合同で建造するアンザック級フリゲートが就役を始めている。

## 意義
オーストラリアとニュージーランドは共にイギリスの旧植民地であり、地理的にも南半球の近い位置にあり、同盟関係にある。事実上の独立後、間もない時期に第一次世界大戦に参戦し、合同部隊が激戦を戦ったことは、両国の自立と絆を強めることとなった。このため、両国の戦争追悼日はANZACの日 (ANZAC Day) と呼ばれ、オーストラリア・ニュージーランド軍団が最初に投入されたガリポリの戦いに因む4月25日となっている。また、ANZAC精神 (ANZAC legacy) という両国兵士が示した気風を意味する語も作られている。

## 他の用途
ANZACの用語は、オーストラリアとニュージーランド間のラグビーリーグのテスト試合を表す場合にも使用される。これは、ANZAC Testを参照のこと。ANZACのチームは、オーストラリアとニュージーランドの双方からのプレイヤーでの代表としてのラグビーリーグで戦う。